# ناگهان تابستان گذشته
ناگهان تابستان گذشته (به انگلیسی: Suddenly, Last Summer) نام نمایش‌نامه‌ای در یک پرده است که توسط تنسی ویلیامز، نویسندهٔ اهل ایالات متحده آمریکا در سال ۱۹۵۸ نوشته شده‌است.